# Neglasari (Pamarican)
Neglasari is een bestuurslaag in het regentschap Ciamis van de provincie West-Java, Indonesië. Neglasari telt 6360 inwoners (volkstelling 2010).